# Oedematopoda clerodendronella
Oedematopoda clerodendronella is een vlinder uit de familie Stathmopodidae. De wetenschappelijke naam van de soort is voor het eerst geldig gepubliceerd in 1859 door Stainton.